# Бенсон, Амброзиус
Амброзиус Бенсон (нидерл. Ambrosius Benson; ок. 1495, Ломбардия — 1550, Фландрия) — нидерландский художник первой половины XVI века, итальянец по происхождению.

## Биография
Сведений о происхождении, годе рождения и ранних годах Бенсона мало. Предположительно, он происходил из итальянской Ломбардии, но вошёл в историю под неитальянской фамилией Бенсон. Его имя Амброзиус связано с именем св. Амвросия, популярного в Милане и в Ломбардии.
Вероятно, он был странствующим мастером. В 1515 году покинул Северную Италию и поселился в богатом торговом городе Брюгге. (Если он родился в 1495 году, то в 1515 году ему было 20 или менее лет.) В Южных Нидерландах он был известен под именем Амброзиус Бенсон. Работал помощником в мастерской нидерландского художника Герарда Давида. Стал гражданином Брюгге. В 1519 году сдал экзамены и был переведён из подмастерьев в мастера.
Бенсон писал на религиозные и мифологические темы, брался за создание портретов, идеализируя образы, особенно мужские. Женские портреты Бенсона являются лучшими образцами его творчества. Был избран главой гильдии св. Луки в 1537—1539 и в 1543—1544 годах. Именно ему доверили декорирование городской ратуши. Ряд картин Амброзиуса Бенсона приписывалась не ему, а испанскому мастеру с условным именем Мастер Сеговии.
Был дважды официально женат. От первого брака имел двух сыновей (Виллем Бенсон, 1522—1574; Жан Бенсон, ок. 1530—1581), которые тоже стали художниками. От второго брака имел дочь.
Умер 12 января 1550 года во Фландрии.

## Галерея
- «Анна Стаффорд», 1535 г., Художественный музей Сент-Луиса, США
- «Неизвестный в роскошной одежде и с книгой в руках», бл. 1530 г., Художественный музей Карнеги, Питтсбург, США
- «Якоб ван Бейерен»
- «Неизвестная дама с котом», до 1550
- «Неизвестный с ювелирными украшениями», возможно, «Ювелир»
- «Жан Войт»

### Светские композиции
- «Юдифь с отрубленной головой Олоферна», к 1533 г. Музей Гренобля
- «Самоубийство Лукреции»

### Религиозные композиции
- «Санто Доминго де Гусман», бл. 1528 г., Национальный музей Прадо, Мадрид.
- «Сивилла Персидская», 1530-е гг., Национальный музей (Варшава)
- «Мария Магдалина»
- «Мадонна с грушей и двумя святыми жёнами», Кафедральный собор, Сеговия.